# Červenec 2009
1. července
- Švédsko se ujalo na dalších šest měsíců předsednictví Evropské unie a vystřídalo tak Českou republiku.[1]

2. července
- Námořní pěchota Spojených států amerických zahájila ve čtvrtek časně ráno vrtulníkový útok v dolní části údolí řeky Hilmand stejnojmenné provincie na jihu Afghánistánu. Operace se účastní téměř čtyři tisíce mariňáků.[2]

5. července
- Švýcar Roger Federer vyhrál pošesté Wimbledon a získáním 15. grandslamového titulu se stal nejúspěšnějším tenistou všech dob.[3]
- V bulharských parlamentních volbách podle prvních odhadů zvítězila opoziční strana Občané za evropský rozvoj Bulharska (GERB) sofijského starosty Bojky Borisova se ziskem cca 117 mandátů ve 240členném parlamentu.[4]

6. července
- Ve Francii vypukl skandál v důsledku úniku informace, že vraždu sedmi trapistických mnichů z 27. března 1996 v alžírském Tibhirine nemají na svědomí muslimští teroristé, ale vládní vojsko, které vraždění kamuflovalo jako čin ozbrojené opozice. Ač francouzský atašé předal informaci do Paříže, politické špičky Francie ji před veřejnosti zatajily.[5]
- Prezidenti USA Barack Obama a Ruska Dmitrij Medveděv uzavřeli osm dohod, včetně úmluvy o snížení počtu jaderných hlavic a strategických nosičů.[6]
- Ve Washingtonu zemřel ve věku 93 let Robert McNamara, bývalý americký ministr obrany, prezident Ford Motor Company a prezident Světové banky.[7]

8. července
- Prezident České republiky ratifikoval Římský statut Mezinárodního trestního soudu.[8]

12. července
- Čeští tenisté porazili tým Argentiny 3:2 a po 13 letech postoupili do semifinále Davisova poháru.[9]

13. července
- kanadské ministerstvo pro imigraci oznámilo, že pro výrazný nárůst počtu žadatelů o azyl zavádí vízovou povinnost pro občany České republiky od 14. července 06:01 SELČ.[10]
- Turecko, Bulharsko, Rumunsko, Maďarsko a Rakousko podepsaly mezivládní dohodu o plynovodu Nabucco, který má v roce 2014 dopravovat zemní plyn od Kaspického moře do Evropy.[11]

15. července
- Generálním ředitelem České televize byl na dalších 6 let znovuzvolen Jiří Janeček.[12]
- Na severu Íránu se zřítilo letadlo Tu-154M Caspian Airlines na letu z Teheránu do Jerevanu. Zahynulo všech 168 lidí na palubě.[13]

17. července
- Island podal u švédského předsednictví EU a u Evropské komise přihlášku členství do Evropské unie.[14]

20. července
- Česká vláda schválila Politiku územního rozvoje, která zahrnuje plány na významné stavby jako jsou dálnice nebo jaderné elektrárny.[15]

22. července
- Maďarsko oznámilo první osobu, která zemřela v důsledku tzv. prasečí chřipky. Jedná se o 41letého muže.[16]
- Rada Českého rozhlasu odvolala generálního ředitele Václava Kasíka.[17]

25. července
- Ve věku 111 let zemřel Harry Patch — poslední Brit, který bojoval v první světové válce.[18]

26. července
- Indie spustila do moře svou první ponorku s jaderným pohonem nazvanou Arihant.[19]
- V New Yorku ve věku 90 let zemřel legendární americký choreograf a tanečník Merce Cunningham.[20]

28. července
- Ve věku 89 let zemřel český politik a studentský vůdce z roku 1948 Josef Lesák.[21]

30. července
- Moldavské opoziční strany zvítězily v předčasných parlamentních volbách. Po sečtení 97% odevzdaných hlasů by získaly 53 ze 101 poslaneckých mandátů.[22]